# Xispia
Xispia là một chi bướm ngày thuộc họ Bướm nâu.